# Luc Mbassi
Luc Mbassi Effengue (ur. 1 stycznia 1957 w Jaunde, zm. 9 listopada 2016) – kameruński piłkarz grający na pozycji obrońcy. W swojej karierze grał w reprezentacji Kamerunu.

## Kariera klubowa
W swojej karierze Mbassi grał w klubie Tonnerre Jaunde. W sezonach 1981, 1982/1983, 1983/1984, 1986/1987 i 1988 wywalczył z nim pięć tytułów mistrza Kamerunu oraz zdobył Puchary Kamerunu w sezonie 1986/1987.

## Kariera reprezentacyjna
W reprezentacji Kamerunu Mbassi zadebiutował w 1983 roku. W 1984 był w kadrze Kamerunu na Puchar Narodów Afryki 1984. Zagrał na nim w dwóch meczach: grupowych z Egiptem (0:0) i z Togo (4:1). Z Kamerunem został mistrzem Afryki. W 1984 roku wziął również udział w Igrzyskach Olimpijskich w Los Angeles. W kadrze narodowej grał do 1984 roku.